# Venushof (Graz)
Der Venushof war ein Edelhof in Graz. Seine Geschichte geht bis auf das 15. Jahrhundert zurück. Er wurde um 1899 abgerissen.  Es gibt die Legende, dass der Hof auf den Überresten eines römischen Venustempels erbaut wurde und deshalb zu seinem Namen kam. In Wirklichkeit verdankte er seinen Namen einem ehemaligen Besitzer.

## Lage
Der Hof befand sich in der Schörgelgasse.

## Geschichte
Der Venushof wurde im 15. Jahrhundert errichtet und wurde damals die Peunt (bair. Point, ‚kleines Gut‘) genannt. Im Jahr 1532 wurde er wahrscheinlich von den Türken zerstört, in den folgenden Jahren aber wieder aufgebaut. Aus dem Jahr 1545 ist der Grazer Ratsbürger Rueprecht Puchler als Besitzer bekannt. Seine Tochter verkaufte das Gut 1588 an Franz Kolb. Es folgten einige Besitzerwechsel, ehe der Edelhof in den Besitz des italienischen Händlers Hans Venus kam. Da Venus aufgrund von Betrügereien hohe Schulden hatte, kam der Hof 1624 an Gotthart Zoller, welcher von seinem adeligen Einstandsrecht Gebrauch machte. Obwohl Venus nur kurz Besitzer war, blieb er den Grazern wegen seiner Schwindeleien in Erinnerung und der Hof wurde nun der Venushof genannt.
1655 wurde der Venushof auch Hof bei dem Ferbersteg genannt. In den folgenden Jahren wechselten die Besitzer wieder häufig. 1686 kam das Anwesen in den Besitz von Johann Christof Liseutin, der sich dazu verpflichten musste, Schutzbauten am nahe gelegenen Grazbach zu errichten. Carl Adam Graf Lengheim erwarb das Gut 1697 und verband es mit dem Schörgelhof. Nach dem Verkauf des Schörgelhofs im Jahr 1770 blieb der Venushof weiter im Besitz der Grafen von Lengheim. Er wurde um 1899 abgerissen.

## Nachweise
- Robert Baravalle: Burgen und Schlösser der Steiermark. Leykam, Graz 1995, ISBN 3-7011-7323-0, S. 34–35 (Nachdruck von 1961).

Koordinaten: 47° 4′ 0″ N, 15° 26′ 55,6″ O